# Бурса
Бурса (на турски: Bursa, по-рано известна като Бруса, на гръцки: Προύσσα) е град в Северозападна Турция, на четвърто място по големина в страната, административен център на едноименния вилает.

## История

### Местоположение
Градът се намира на пътя на коприната, в подножието на планината Улудаг, известна в миналото като Витински Олимп. Градът е потънал в зеленина, а Улудаг е най-известният зимен спортен център в Турция, районът е обявен за национален парк. До най-високия връх може да се достигне с кола или лифт.

### Антична и средновековна история
В античността името на града е било Пруса, основан през 188/187 г. преди Христа от витинския цар Прусий I.
До началото на 20 век доминира гръцкото му название Прусса; на турски също е известен като Йешил Бурса (Yeşil Bursa), тоест „Зелена Бурса“. От 74 г. е част от Римската империя. През византийско време е известен с термалните си извори, посещавани от императори, а днес са достъпни за много хора. Намират се в предградието Чекирге.

### Османска история
През 1326 г. е символното му превземане от османците и е провъзгласен за първа столица на новата Османска империя. От 1326 до 1368 г. градът е столица на Османската империя. След опустошаването от монголите, Бурса преживява най-големия си разцвет при султан Мехмед I, който е погребан в града в „Йесил тюрбе“ – „Зелената гробница“, която е отворена за посещение.
При избухването на Балканската война през 1912 година 20 души от Бурса са доброволци в Македоно-одринското опълчение.
Най-сериозната икономическа криза в Бурса е предизвикана от гръцко-турската война през 1923 г. и от договора от Лозана за изселване на гръцкото население на града.

## Население
Четвърти по големина град в страната след Истанбул, Анкара и Измир. Според преброяването от 2010 година населението му достига 2 605 495 души, но населението се е увеличило. Счита се, че в него е най-голямата колония на етнически турци от България, които съставляват значителен дял от жителите на града, а техен представител е избиран за кмет на Бурса.

## Икономика
Със силно развитита си индустрия той е една от най-развитите области в страната. Градът е център на автомобилната промишленост в Турция. В него се намират фабриките на „Рено“, „Фиат“ и „Пежо“.
Слави се и като град на текстила. Много стар търговски център за коприна и копринени изделия. Историята на коприната започва в Китай преди близо 2600 години. Китайците пазели като очите си тайната за производството ѝ. Легендата разказва, че Хакан, цар в Туркистан, се жени през 149 г. преди Христа за една китайска принцеса. Тя не можела са си представи живота без коприна, затова пренесла в тюрбана си копринената буба в новата си родина. По-късно Хакан изпратил в Бурса 400 занаятчии, които да развият там копринопроизводството. По време на Османската империя Бурса е доставяла коприна за османския двор и за всички европейски монарси, а и по цял свят. Това са били славни времена за града!
Най-известната забележителност, свързана с коприната, е „Каза хан“, който от 1490 г. е център на търговията с коприна. Сградата разполага с 95 помещения.

## Забележителности
Главни забележителности на града са Зелената джамия и Улу Джами, а също и зелените градини и паркове из целия град. Едно от много важните места в града е Коза Хан. На планината Улудаг има ски курорти.
Една от най-красивите къщи в типичен османски стил е сградата на Османския музей – дървена къща от XVII век. В града са погребани и Осман и Орхан, родоначалници на османската династия.
В Парка на културата се намира Археологическият музей, съществуващ от 1904 г. В него са изложени находки, датирани от 3000 години преди Христа до византийско време.
Има и „Музей на Ататюрк“. Ататюрк е отсядал в тази сграда, когато е идвал в Бурса. Сградата му е подарена, но той от своя страна я подарява на града през 1923 г.
Сред културните атракции е „Театърът на сенките“, където водещите фигури са добродушният Карагьоз и по-хитрият Хачиват, и двамата обаче бликащи от чувство за хумор и смешни истории. В миналото били написани 30 пиеси за всеки ден от месеца рамадан, когато представленията са се играели най-вече в богаташки домове. Всъщност артистът е един и той води всички кукли, има още и двама музиканти.

## Околностите на Бурса
На 27 км от града се намира Гемлик – малък крайбрежен град с плаж.
Турилие е градче с типична турска архитектура и от там има морска връзка с Истанбул.
Изник се намира на 85 км от Бурса. Градът се слави със своята керамика. Производството ѝ започва още преди завладяването на района от османците, през 15 век. До 17 век декорацията на керамиката е прозрачна глазура върху бял фон. Шарките са най-често кобалтово синьо, тюркоазено, виолетово и червено.

## Галерия
- Общинският административен център
- Аутобанът към летището
- Лекото метро на Бурса
- Архитектура в Бурса
- Мостът „Ирганди“
- Музеят на Ататюрк
- Крепостта на Бурса
- Бурсенският „узун чаршъ“ (дълъг пазар)
- Минарето на Голямата джамия в Бурса
- Паметникът на Ататюрк в центъра
- Традиционна османска къща в Мудания, град на морето до Бурса
- Мудания
- Улудаг е популярна ски-дестинация в Турция
- Улудаг през лятото
- Улудаг

## Личности

#### Родени в Бурса
- Зеки Мюрен (6 декември 1931 – 24 септември 1996) – турски певец, артист, композитор, поет
- Манолис Андроникос (1919 – 1992), виден гръцки археолог
- Ханде Атаизи (р. 1973), турска киноактриса
- Хартюн Бохосян Папазян (1898 – 1944), български комунист, член на РК на БКП Варна[2]

#### Погребани в Бурса:
- Кера Тамара – българска княгиня (принцеса), дъщеря на цар Иван Александър и царица Теодора сестра е на Иван Шишман и Иван Срацимир.

## Побратимени градове
- Битоля, Северна Македония
- Виница, Украйна
- Дармщат, Германия
- Николаев (град), Украйна
- Перник, България
- Плевен, България
- Пловдив, България
- София, България
- Тирана, Албания